# Браувайлер (Рейнланд-Пфальц)
Браувайлер (нем. Brauweiler) — община в Германии, в земле Рейнланд-Пфальц.
Входит в состав района Бад-Кройцнах. Подчиняется управлению Кирн-Ланд. Население составляет 65 человек (на 31 декабря 2010 года). Занимает площадь 3,16 км².